# Guadalcanali tengeri ütközetek
A guadalcanali tengeri ütközetekre a második világháború csendes-óceáni hadszínterén került sor a guadalcanali hadjárat alatt az amerikai és a Japán Birodalmi Haditengerészet között 1942-ben.
1942. augusztus 7-én az amerikaiak partra szálltak Guadalcanalon, a Salamon-szigetek egyik tagján, amelyet három oldalról japán területek vettek körbe. A közöttük található, az amerikaiak által Résnek nevezett szűk szorosban a két fél számos tengeri ütközetet vívott. Az első, a Savo-szigeti tengeri csata április 8-9-én éjszaka tört ki, amikor a japánok meglepték a guadalcanali partraszállást támogató amerikai hajókat, és elsüllyesztettek négy cirkálót, valamint megrongáltak egy cirkálót és két rombolót. Augusztus 24-én az amerikai haditengerészet a szigettől keletre feltartóztatta az addigi legnagyobb japán flottát. Az ütközet amerikai győzelemmel fejeződött be. Az Enterprise repülőgép-hordozó megrongálódott, viszont az amerikaiak elsüllyesztettek egy anyahajót, egy cirkálót és egy rombolót. A japánok hatvan, az amerikaiak húsz repülőgépet vesztettek.
Az amerikaiak október 11-12. éjszakáján sikerrel megtámadták a szigetre erősítést szállító flottát az Esperance-foknál, és győztek. Október 26-án Guadalcanaltól keletre ismét összecsapott a két flotta. A japán hajóhadban négy, az amerikaiban két hordozó haladt. A csatában a japánok száz, az amerikaiak ötven gépet vesztettek, de elsüllyedt a Hornet, és ismét megrongálódott az Enterprise. November 12. és 15. között, a Résben ismét összecsapott a két had. A jütlandi csata óta először csapott össze csatahajó csatahajóval. A döntő előnyt az amerikaiak által használt radar jelentette.

## Előzmények

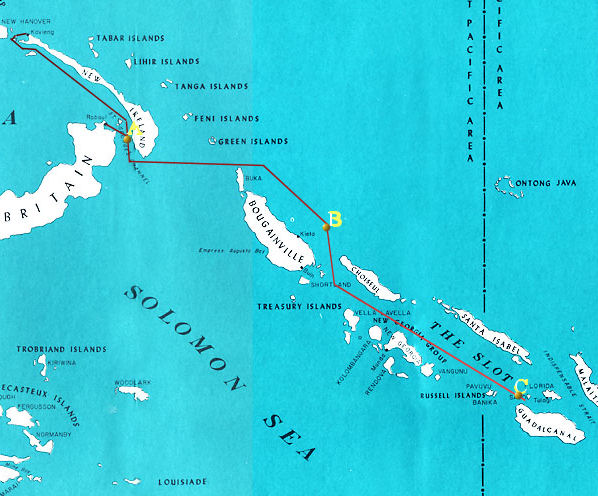
Guadalcanal fölött a Rés (The Slot)

1942. augusztus 7-én az amerikai csapatok megkezdték a guadalcanali partraszállást. A sziget könnyen megközelíthető volt Új-Zéland felől, viszont három oldalról a Salamon-szigetek japánok által ellenőrzött szigetei vették körbe. Ezek együttesen alkotják azt a szűk csatornát, amelyet az amerikai haditengerészet Résnek nevezett. A sikeres partraszállás után az amerikai hajóknak a szűk, a manőverezési lehetőségeket csökkentő Résben kellett ellátniuk felszereléssel a szigeten harcoló tengerészgyalogosokat, valamint megakadályozniuk a Tokió expressznek nevezett japán erősítések megérkezését.
Guadalcanal birtoklása különösen fontos volt mindkét félnek. A háború után az amerikaiak kezébe került egy korabeli japán hivatalos dokumentum, amely így fogalmazottː „Guadalcanal visszafoglalásának sikere vagy kudarca az az útelágazás, amelynél vagy ők, vagy mi indulunk el a győzelem felé.” A japánok ennek megfelelően nagy erőket mozgósítottak a sziget visszafoglalására, az amerikaiak pedig a megvédésére. A két fél mintegy fél év alatt több tengeri csatát is vívott.

## Savo-szigeti tengeri csata
Miután az amerikaiak partra szálltak Guadalcanalon, a Csendes-óceán déli részére vezényelt japán flotta parancsnoka, Mikava Gunicsi tengernagy úgy határozott, hogy cirkálókból felállít egy erőt, amelynek feladata az amerikai szállítóhajók megsemmisítése lesz. Öt nehézcirkálót, két könnyűcirkálót és egy rombolót vezényelt erre a feladatra, amelyeken ugyan nem volt radar, de gyakorlottak voltak az éjszakai harcban. A flotta augusztus 8-án hajózott ki Rabaulból.
Habár az amerikaiak észlelték a közeledő japán hajókat, félreértelmezték céljukat, és úgy gondolták, hogy japán légitámadás várható augusztus 9-én hajnalban. A Vincennes, Quincy és Astoria cirkáló észak felé tartott, hogy a Savo- és a Florida-sziget között vegyen fel pozíciót, miközben a Savo-szigettől déli vizeken a Canberra és a Chicago járőrözött. Az amerikaiakat váratlanul érte Mikava tengernagy támadása a korai órákban. A japánok tüzet nyitottak a Canberrára és a Chicagóra, az előbbi találatot kapott és kigyulladt. Egész éjjel égett, végül egy amerikai torpedó süllyesztette el. A Chicago szintén megsérült. A Vincennes szintén kigyulladt, majd elsüllyedt. Később követte az Astoria is. Augusztus 10-én az amerikai S-44 tengeralattjáró elsüllyesztette a Kako cirkálót.

## Kelet-Salamon-szigeteki csata

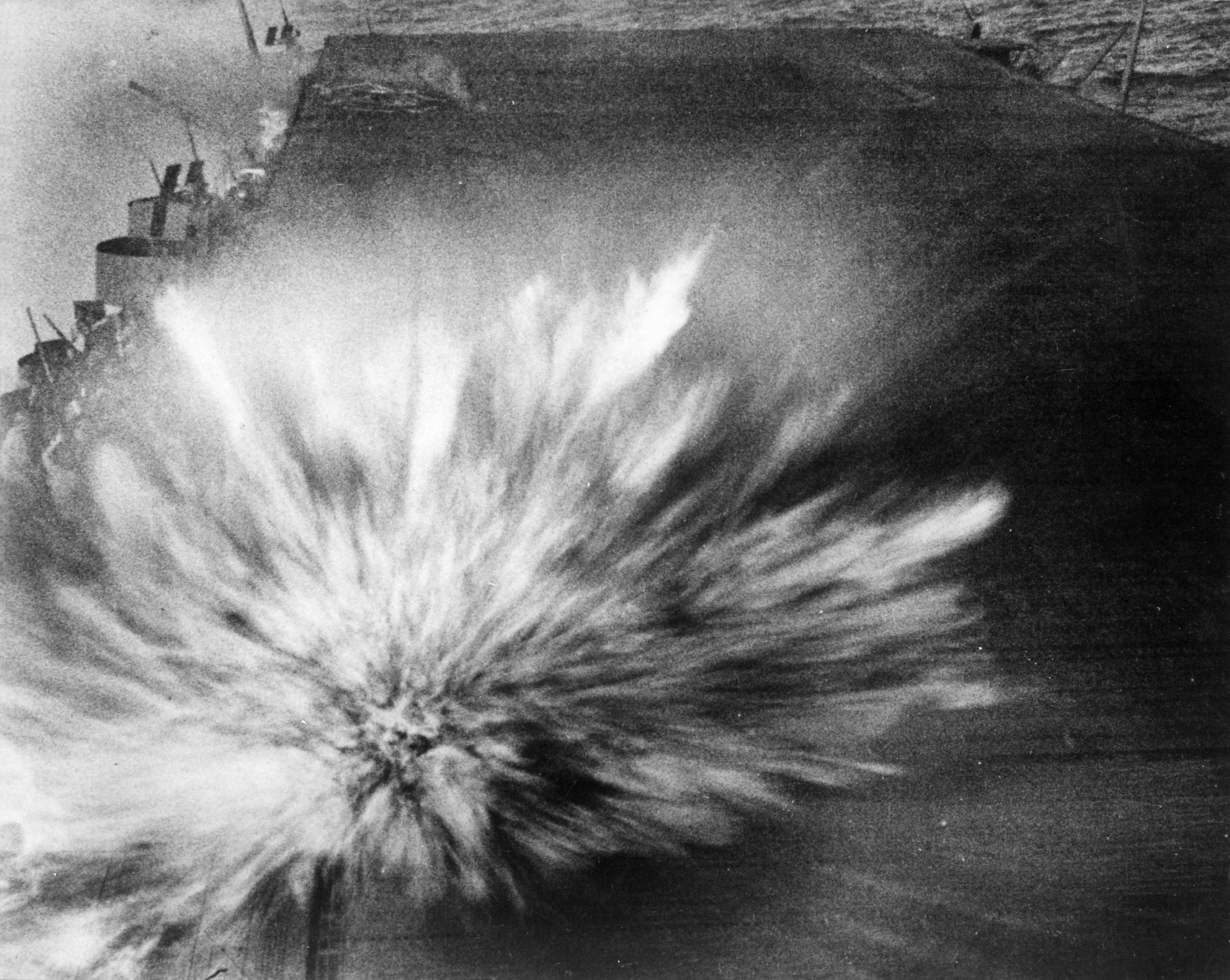
Robbanás az Enterprise-on

A japán hadvezetés úgy döntött, újabb erősítést indít Guadalcanalra. Két hadművelet kombinálásáról döntöttek: miközben Tanaka Raizo ellentengernagy elindul az erősítéssel a szigetre, egy másik, három repülőgép-hordozót is tartalmazó flotta megpróbálja ütközetre kényszeríteni a Salamon-szigetek északi részénél hajózó amerikaiakat. Tanaka hajóhadában egy könnyűcirkáló és négy romboló szállította a katonákat, kíséretükben volt a Csitosze hidroplánszállító, valamint több romboló és a Dzsincu könnyűcirkáló. A másik flotta a Sokaku és a Dzuikaku hordozók körül csoportosult. A flotta tagja volt négy nehézcirkáló és a Rjudzsó könnyűcirkáló, amely a csali szerepét töltötte be. A japánok abban bíztak, hogy az amerikaiak megtalálják az egyedül hajózó könnyűcirkálót, a hordozókat pedig nem, és megtámadják a Rjudzsót.
A fő amerikai hajóhad, Fletcher tengernagy parancsnoksága alatt hajózott. A flottában volt a Saratoga, az Enterprise és a Wasp anyahajó, a North Carolina csatahajó, négy cirkáló és tíz romboló. Az amerikai repülőgépek augusztus 23-án fedezték fel Tanaka admirális szállítóhajóit, amikor azok még több mint 500 kilométerre voltak Guadalcanaltól. Az amerikai repülők augusztus 24-én támadták meg a japán flottát, és sikerült elsüllyeszteniük a Rjudzsó könnyűcirkálót és megrongálni a Csitoszét. A japán ellencsapásban megrongálódott az Enterprise hordozó. Augusztus 25-én ismét támadtak az amerikai repülők, a Dzsincu, valamint a Kinrju Maru találatot kapott.Miközben a Muzuki romboló az evakuálásban segédkezett, az Espiritu Santóról felszálló B–17-esek megtámadták, és elsüllyesztették. A japánok ezután jelentősen csökkentették nappali tevékenységüket a Salamon-szigetek térségében.

## Esperance-foki csata
Október 11-én a két ellenséges hajóhad egymással szemben hajózott az Esperance-fok közelében. Az amerikai hajók egymás mögött haladtak, elöl három rombolóval. Őket négy cirkáló, majd két újabb romboló követte. A Helenát és a Boise-t korszerű radarral szerelték fel, míg a zászlóshajón, a San Franciscón csak egy kevésbé hatékony szerkezet működött. A Helena radarján 23.25-kor jelent meg a japán hajóhad, és Scott admirális visszafordulásra adott utasítást. 23.46-kor a Helena tüzet nyitott a japánokra, majd mind a négy amerikai cirkáló tüzelni kezdett. A Fubuki romboló telibe találták, és szinte azonnal elsüllyedt. Az Aboa cirkáló kigyulladt, és a Furutaka is megsérült. A japánok elsüllyesztették a Duncan rombolót, majd súlyosan megrongálták a Boise-t.

## Santa Cruz-szigeteki csata
A japán flotta truki támaszpontjáról dél felé indult, az amerikai flottakötelék pedig észak felé haldat, így a két hajóhad október 26-án találkozott a Santa Cruztól észak-északnyugatra. Délután a légitámadás-sorozatot követően a szövetséges flotta visszavonta erőit az ütközet helyszínéről, mivel két repülőgép-hordozójából egy a megsemmisülés közelében járt, a másik pedig szintén megrongálódott. A japán erők is visszavonultak, ugyanis repülőerejük személyi- és repülőgép-állománya olyan mértékű veszteségeket szenvedett, hogy már nem tudtak sem hatékonyan támadni, sem hatékonyan védekezni. Jelentősen megrongálódott egy flotta-hordozójuk és egy könnyű-hordozójuk is.

## Guadalcanali csata

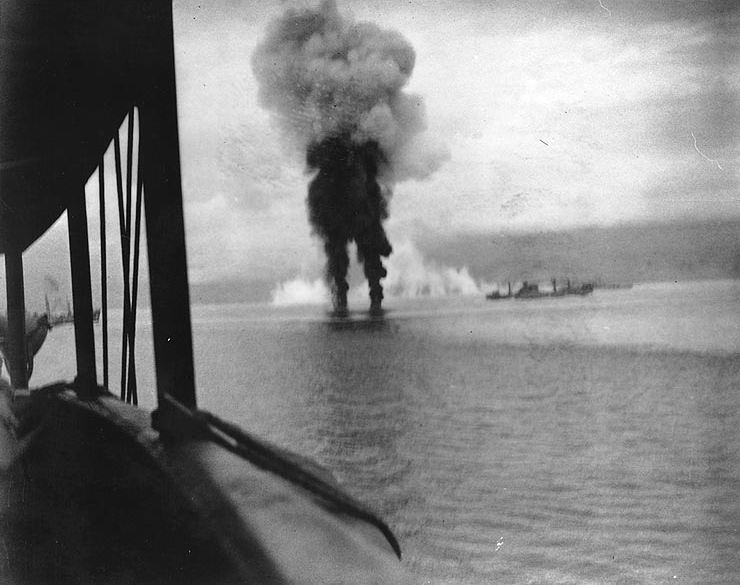
Füstölő, vízbe csapódott japán gépek

A guadalcanali tengeri ütközet első felvonása november 12-13. éjszakáján volt, amikor Callaghan tengernagy cirkálói és rombolói megkísérelték feltartóztatni a japán hajóhadat. A japán hadihajók számban és a fegyverzetet tekintve is fölényben voltak. A japán alakzat nyíl alakú volt: elöl haladt a Nagara cirkáló, mögötte a Hiei és a Kirisima. A széleken két oszlopban rombolók hajóztak, más hadihajók pedig Guadalcanaltól nyugatra haladtak. A két flotta így 2300 méterre megközelítette egymást, amikor Callaghan kiadta a tűzparancsot, de a japánok gyorsabban reagáltak.
Az amerikaiak, amennyire csak tudtak, a Hieire fókuszáltak. Az Atlanta cirkáló torpedótalálatot kapott, és csúnyán megrongálódott. Találatot kapott a Cushing és a Laffey is. A San Franciscót 15 nagy űrméretű lövedék találta el. Torpedótalálatot kapott a Portland és a Juneau is: az előbbi eljutott Tulagiba, az utóbbit azonban egy japán tengeralattjáró elsüllyesztette, miközben visszavonult. A Barton rombolót két torpedó találta el, és gyorsan elsüllyedt, a Monssen romboló kigyulladt, és a legénység elhagyta. A hajó dél körül felrobbant. Az amerikaiak két cirkálót és négy rombolót vesztettek, a San Francisco és a Portland súlyosan megsérült. Az öt cirkálóból és a nyolc rombolóból csak három kerülte el a súlyos sérülést. A japán flotta hajói közül az Akacuki elsüllyedt, a Judacsi súlyosan megsérült, a Hieit pedig nagyjából nyolcvan lövedék találta el.
November 14-én a második japán csapásmérő flotta megérkezett Guadalcanalhoz. A három nehézcirkáló, a két könnyűcirkáló és a négy romboló ezer lövedéket lőttek a Henderson támaszpontra, de nem okoztak komoly kárt. A szigetről felszálló amerikai repülők eltalálták a Kinugasa nehézcirkálót, valamint az Isuzu könnyűcirkálót. Később találatot kapott a Csokai és a Maja nehézcirkálót. A második célpont a csapaterősítést szállító konvoj volt. A nap végére hét japán szállítóhajó süllyedt el. A 15-ére virradó éjszaka a felek ismét összecsaptak. Az ütközet drága amerikai győzelmet hozott: ugyan elvesztették a rombolókat és a South Dakota súlyosan megsérült, de megnyerték az első csatahajó párharcot, és a tenger fenekére küldték a Kirisimát és az Ajanamit. Ezen felül megakadályozták a Henderson reptér ágyúzását, és továbbra is ellenőrizték a guadalcanali vizeket.